# Westpfalz-Wanderweg
Der Westpfalz-Wanderweg (eigentlich: Großer Westpfalz-Wanderweg) war ein Wanderweg, der quer durch die Westpfalz führte und mittlerweile nicht mehr unterhalten wird. Das Pauschalreisekonzept des 1980 durch den Träger Verein zur Förderung des Tourismus in der Westpfalz ins Leben gerufenen Wanderweges beinhaltete eine Kooperation der Landkreise der Westpfalz, des Pfälzerwald-Vereins und der Gastronomen. In den Jahren 2006 und 2007 fielen die Übernachtungszahlen derart, dass der Trägerverein seit 2009 keine Buchungsangebote mehr aufrechterhält und die Pflege der Wegemarkierungen durch den Pfälzerwald-Verein nur noch in Teilgebieten durchgeführt wird. Die Auflösung des Trägervereins wird in Erwägung gezogen.

## Verlauf
Der Westpfalz-Wanderweg begann im Kaiserslauterer Stadtteil Hohenecken und führte über Leimen (Pfalz), Hauenstein, Rumbach, Ludwigswinkel, Eppenbrunn und zurück über Landstuhl, Wolfstein, Rockenhausen, Kirchheimbolanden, Eisenberg, Hochspeyer nach Hohenecken.
Insgesamt war er 409 Kilometer lang und damit das längste markierte Rundwandersystem Deutschlands. Der Wanderweg hatte zwischen Kaiserslautern und Landstuhl eine Querspange, sodass er in eine nördliche und eine südliche Hälfte zu trennen war. 
Der Große Westpfalz-Wanderweg war einer von insgesamt 12 Westpfalz-Wanderwegen, die von dem Verein zur Förderung des Tourismus in der Westpfalz e.V. angelegt und betreut wurden. 
Die Markierung des Weges oblag dem Pfälzerwald-Verein. Das Wegemarkierung des Hauptwegs war ein stilisiertes weißes oder schwarzes W, Nebenwege erhielten andersfarbige Kennzeichnungen.